# Julien Doreau
Pour les articles homonymes, voir Doreau.
Julien Doreau, né le 19 janvier 1983 au Creusot (Saône-et-Loire, France), est un ancien joueur de basket-ball professionnel français. Finaliste de la Semaine des As Pro A en 2003 et 2008 et Meilleur Ailier de Nationale 1 de la saison 2010/11.
Ancien pensionnaire du prestigieux INSEP, il a été formé au Centre fédéral avec Tony Parker, Ronny Turiaf et Boris Diaw. 
Julien Doreau a occupé les fonctions de Directeur sportif du Club de basket-ball Étoile sportive Prissé-Mâcon.  
Diplômé et expérimenté en immobilier, depuis 2015 il co-dirige des agences immobilières avec son épouse Priscilla Doreau (Juriste). 

## Formation
- Institut national du sport et de l'éducation physique INSEP
- Centre fédéral de basket-ball

## Clubs
- 1993-1996 :  Le Creusot
- 1996-1998 :  Élan sportif chalonnais
- 1998-2001 :  Centre fédéral de basket-ball (Nationale 1)
- 2001-2005 :  Saint Thomas Basket Le Havre (Pro A)
- 2005-2006 :  Jeunesse laïque de Bourg-en-Bresse (Pro A)
- 2006-2007 :  Saint-Étienne Basket (Pro B)
- 2007-2010 :  Olympique d'Antibes Juan-les-Pins (Pro B)
- 2010-2012 :  Étendard de Brest (Pro B, Nationale 1)
- 2012-2014 :  Sorgues Basket Club (Nationale 1)
- 2014-2016 :  Étoile sportive Prissé-Mâcon (Nationale 2)

## Palmarès

### Club
- Finaliste Semaine des As Pro A en 2003 avec Saint Thomas Basket Le Havre (Pro A)
- All Star Game espoir Pro A saison 2002/2003 et 2003/2004
- Finaliste Semaine des As Pro A en 2006 avec Jeunesse laïque de Bourg-en-Bresse (Pro A)
- Champion de France de NM1 en 2008 avec l'Olympique d'Antibes Juan-les-Pins

### Sélections nationales
Sélections nationales Équipe de France jusqu'à 21 ans
- Médaille de bronze au Championnat d'Europe Espoirs 2002 avec l'équipe de France espoir (U20) à Vilnius (Lituanie)
- Équipe de France Junior - Qualifying Round en 2000
- Équipe de France Cadet - 4e du Championnat d'Europe cadet en 1999

### Trophées NM1 (SNB - SCB - Catch & Shoot)
- 2011 Meilleur cinq de NM1 - Meilleur ailier de NM1 [2]

### Vidéo
- 18-11-2009 , Interview de Julien Doreau par L'Équipe TV
- 2008 Portrait Vidéo de Julien Doreau

### Presse
- 04-06-2014 Je reviens chez moi Interview Julien Doreau
- 24-09-2009 Julien Doreau de retour à Antibes[3]
- 01-03-2008 Interview Julien Doreau[4], le Sniper du Creusot

### TV
- 25-10-2010 Émission Multisports - Chaîne TV Tébéo Invité Julien Doreau, sur le site Tébéo TV

### Sources
- Fiche, sur le site de la Ligue Nationale de Basket
- Fiche, sur le site de la Fédération française de basket-ball
- Profil, sur le site basketinfo.com
- , Julien Doreau rejoint l'ESPM
- , Julien Doreau au Sorgues Basket Club
- Fiba Europe [5]
- Semaine des As 2006
- Semaine des As 2003